# Megui Yeillow
Megui Yeillow es el nombre artístico de Guillermo Flores,  un artista drag que compite en la cuarta temporada de Drag Race España .

## Carrera
Megui Yeillow es una drag queen que compite en la cuarta temporada de Drag Race España . Anteriormente apareció en el programa como Drag Race España All Stars como miembro del Pit Crew . Es el primer exmiembros del Pit Crew que compite en el programa.  

## Vida personal
Megui Yeillow es de Écija . 

## Apariciones

### Televisión
| Año  | Título                         | Notas       |
| ---- | ------------------------------ | ----------- |
| 2024 | Drag Race España (Temporada 4) | Concursante |